# Barićita
La barićita és un mineral de la classe dels fosfats, que pertany al grup de la vivianita. Rep el nom en honor del professor Ljudevit Barić (1902-1984), mineralogista croat de la Universitat de Zagreb.

## Característiques
La barićita és un fosfat de fórmula química (Mg,Fe)₃(PO₄)₂(H₂O)₈. Cristal·litza en el sistema monoclínic. La seva duresa a l'escala de Mohs oscil·la entre 1,5 i 2. És un mineral dimorf de la bobierrita.
Segons la classificació de Nickel-Strunz, la barićita pertany a «08.CE: Fosfats sense anions addicionals, amb H₂O, només amb cations de mida mitjana, RO₄:H₂O sobre 1:2,5» juntament amb els següents minerals: chudobaïta, geigerita, newberyita, brassita, fosforrösslerita, rösslerita, metaswitzerita, switzerita, lindackerita, ondrušita, veselovskýita, pradetita, klajita, bobierrita, annabergita, arupita, eritrita, ferrisimplesita, hörnesita, köttigita, manganohörnesita, parasimplesita, vivianita, pakhomovskyita, simplesita, cattiïta, koninckita, kaňkita, steigerita, metaschoderita, schoderita, malhmoodita, zigrasita, santabarbaraïta i metaköttigita.

## Formació i jaciments
Va ser descrita gràcies a les mostres recollides a Rapid Creek i al riu Big Fish, al districte miner de Dawson, al Yukon (Canadà). Posteriorment també ha estat descrita a Nurmo, a la localitat de Seinäjoki (Ostrobòtnia del Sud, Finlàndia); a la regió de Marlborough (Illa del Sud, Nova Zelanda); i al massís de Kovdor (óblast de Múrmansk, Rússia). Aquests cinc indrets són els únics de tot el planeta on ha estat descrita aquesta espècie mineral.